# اویاسلوا
اویاسلوا (به انگلیسی: AviaSelva) یک شرکت هواپیمایی پرویی است. قطب این شرکت هواپیمایی در فرودگاه بین‌المللی کرنل فرانسیسکو سکادا وینیتا قرار دارد.

## مقصدهای پروازی
- پرو:
  - ایکیتوس – فرودگاه بین‌المللی کرنل فرانسیسکو سکادا وینیتا
  - خوانخوی – فرودگاه خوانخوی
  - پوکایپا – فرودگاه بین‌المللی اف‌ای‌پی کاپیتان داوید آبنزور رنگیفو
  - تاراپوتو – فرودگاه گیلرمو دل کاستیلو پاردس
  - یوریماگوآس – فرودگاه مواسه بنزاکن رنگیفو
- کلمبیا:
  - لتیسیا (آماسوناس) – فرودگاه بین‌المللی آلفردو واسکوز کوبو